# Lee Wallard

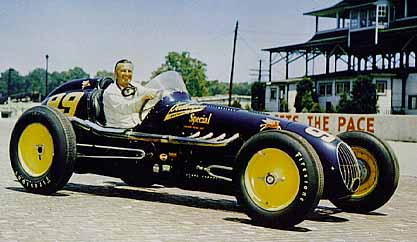
Lee Wallard

Lee Wallard (Schenectady, 8 september, 1911 – Saint Petersburg (Florida), 28 november 1963) was een Amerikaanse autocoureur. Wallard stopte met racen, nadat hij brandwonden had opgelopen bij een raceongeluk, vlak nadat hij de Indianapolis 500 had gewonnen in 1951. In 1954 probeerde hij zich nog eens te kwalificeren voor de Indy 500, maar dat lukte niet.

## Indy 500 resultaten
| Year   | Kwal    | Finish | Rondes | Leiding | Uitvalreden |
| ------ | ------- | ------ | ------ | ------- | ----------- |
| 1948   | 128.420 | 7      | 200    | 0       |             |
| 1949   | 128.912 | 23     | 55     | 19      | Versnelling |
| 1950   | 132.436 | 6      | 136    | 0       |             |
| 1951   | 135.039 | 1      | 200    | 159     |             |
| 1954   | DNQ     |        |        |         |             |
| Totaal | Totaal  | Totaal | 591    | 178     |             |

## Formule 1
De Indianapolis 500 was een onderdeel van het FIA Formule 1 kampioenschap van 1950 tot 1960. Coureurs die meededen konden punten verdienen voor het kampioenschap. Lee Wallard deed mee aan twee Grands Prix. Van die races won hij er één in 1951, en hij zette één snelste ronde op zijn naam. Overigens nam hij in 1954 ook deel aan de race in Indianapolis, maar kwalificeerde zich niet daarvoor.
Hij heeft in totaal 9 punten behaald.
Met die ene overwinning heeft Lee Wallard een van de beste percentage overwinningen ooit in zijn Formule 1-carrière (bij deelgenomen races), 50%